# Winston Groom
Winston Groom (n. 23 martie 1943, Washington, D.C., District of Columbia, SUA – d. 17 septembrie 2020, Fairhope⁠(d), Alabama, SUA) a fost un romancier și scriitor de nonficțiune american. Cea mai cunoscută carte a sa este Forrest Gump, care a stat la baza filmului cu același nume, Forrest Gump, realizat în 1993 și ieșit pe ecrane în anul 1994.